# Siyabonga Sangweni
Siyabongani Sangweni (Empangeni, 1981. szeptember 29. –) dél-afrikai labdarúgó, aki jelenleg a Golden Arrowsban játszik hátvédként.

## Pályafutása
Sangweni a Royal Chiefs ifiakadémiáján kezdett futballozni, majd innen került át az Uthukelához, ahonnan 2005-ben a Golden Arrowshoz igazolt.
Sangweni 2007 óta tagja a dél-afrikai válogatottnak. Első gólját 2010. május 24-én, egy Bulgária elleni barátságos meccsen szerezte. Behívót kapott a 2010-es világbajnokságra.

## Külső hivatkozások
- Pályafutása statisztikái

## Fordítás
- Ez a szócikk részben vagy egészben  a   Siyabonga Sangweni című angol Wikipédia-szócikk fordításán alapul.  Az eredeti cikk szerkesztőit annak laptörténete sorolja fel. Ez a jelzés csupán a megfogalmazás eredetét és a szerzői jogokat jelzi, nem szolgál a cikkben szereplő információk forrásmegjelöléseként.